# 박경랑
박경랑은 대한민국의 무용가이다. 고성 오광대의 초대 문화재이셨던 외증조부의 대를 이어 영남 춤의 맥을 이어가고 있다. 1961년 경남 고성에서 출생하였다. 4세에 춤에 입문 故 김창후 故 조용배 故 황무봉 故 김수악, 김진홍, 박성희, 강옥남, 김진홍 선생들에게 우리춤을 사사받았고 지금은 서울, 부산을 오가며 개인 공연 및 기획 공연 국악 무용 경연대회 심사 및 우리춤을 연구, 전수, 보급하는데 심혈을 기울이고 있는 중견 춤꾼이다.

## 활동경력
- 경상남도 무형 문화재 제21호 진주 교방굿거리춤 이수자

- 중요 무형문화재 제7호 고성 오광대 전수자

- 박경랑 전통예술단 단장

- 영남춤 보존회 대표

- 국립국악원 문화학교 한국무용지도

- 김해 문화의전당 한국무용지도

- 숙명여대 전통예술대학원 외래교수

- 한국 영남춤 문화예술연구소 대표

- 전주대사습 전국대회 무용부 심사위원 (2012년)

## 수상경력
- 제18회 전국전통예술경영대회 일반부 대상 (문화체육부 장관상) 수상

- 제4회 대구국악제 전국국악경영대회 대상 (문화체육부 장관상) 수상

- 제44회 개천예술제 특장부문 대상 (문화체육부 장관상) 수상

- 제21회 전주대사습놀이 전국대회 무용부문 장원 (문화체육부장관상) 수상

- 제4회 서울전통 공연 예술 경연대회 전체종합 최우수상 (국무총리상) 수상

- 제5회 서울전통 공연 예술 경연대회 전체종합 대상 (대통령상)수상